# Kalitniki (station MTsD)
Kalitniki (Russisch: Калитники) is een station aan de spoorlijn Moskou-Koersk dat in 1861 werd geopend. 

## Geschiedenis
In 1939 verscheen het station voor het eerst op de kaart met de naam Konnaja. Van 1940 tot 1990 werd de naam 4 km gebruikt. Deze anonieme verwijzing naar de kilometerpaal waar het station lag was gebruikelijk voor nieuwe stations in het groeiende Moskou. In Moskou was Kalitniki het laatste station  
dat een eigen naam kreeg. 
De naam is afgeleid van het omliggende gebied dat in de loop der tijd "Kalitino", "Kalitnikovo" en "Kalitniki" werd genoemd. Volgens de legende werd dit land  aan het Kroetitsiklooster geschonken door prins Ivan I van Moskou, die als bijnaam Ivan Kalita had en waarvan de naam afkomstig is. Er is echter geen dorp met deze naam in het gebied, wel verschijnt de naam voor het eerst op een plattegrond uit 1688 waarop de rivier de Kalitenka is ingetekend. De verbuiging Kalitniki suggereert dat ambachtslieden die leren tassen en portemonnees (kalits) maakten in het gebied woonden.

## Inrichting en reizigersverkeer
Het station heeft twee zijperrons waarvan het westelijke een kaartverkoop heeft in een bescheiden stationsgebouw. De perrons zijn niet voorzien van OV-poortjes en zijn toegankelijk via vaste trappen. Onder het spoor ligt een voetgangerstunnel om over te steken. Aan de westkant van het spoor en station loopt de derde ringweg.en via een onderdoorgang kunnen de reizigers daar de Boenski Passage ten westen van de derde ringweg bereiken, een tweede onderdoorgang iets verder naar het zuiden ligt bij de Avtomobilni Passage. Aan de oostkant ligt een parkje tussen het station en de Nizjegorodskajastraat.  In de buurt van het station ligt aan de westkant de Kalitnovskoje begraafplaats en aan de noordkant de Rogozjskoje begraafplaats. Verder liggen de Novochochlovskajastraat en de Skotoprogonnajastraat op loopafstand van het station.
In verband met de instelling van een stadsgewestelijk net zijn de rechtstreekse treindiensten tussen de Koerskspoorweg en de Smolenskspoorweg gestaakt toen lijn D1 werd geopend.  Sinds 21 november 2019 wordt het station bediend door lijn D2 tussen Sjachovskaja in het noorden en Toela-1 in het zuiden. De reistijd van/naar station Moskva Koerskaja bedraagt 7 minuten.